# Nhiễm sắc thể nhân sơ

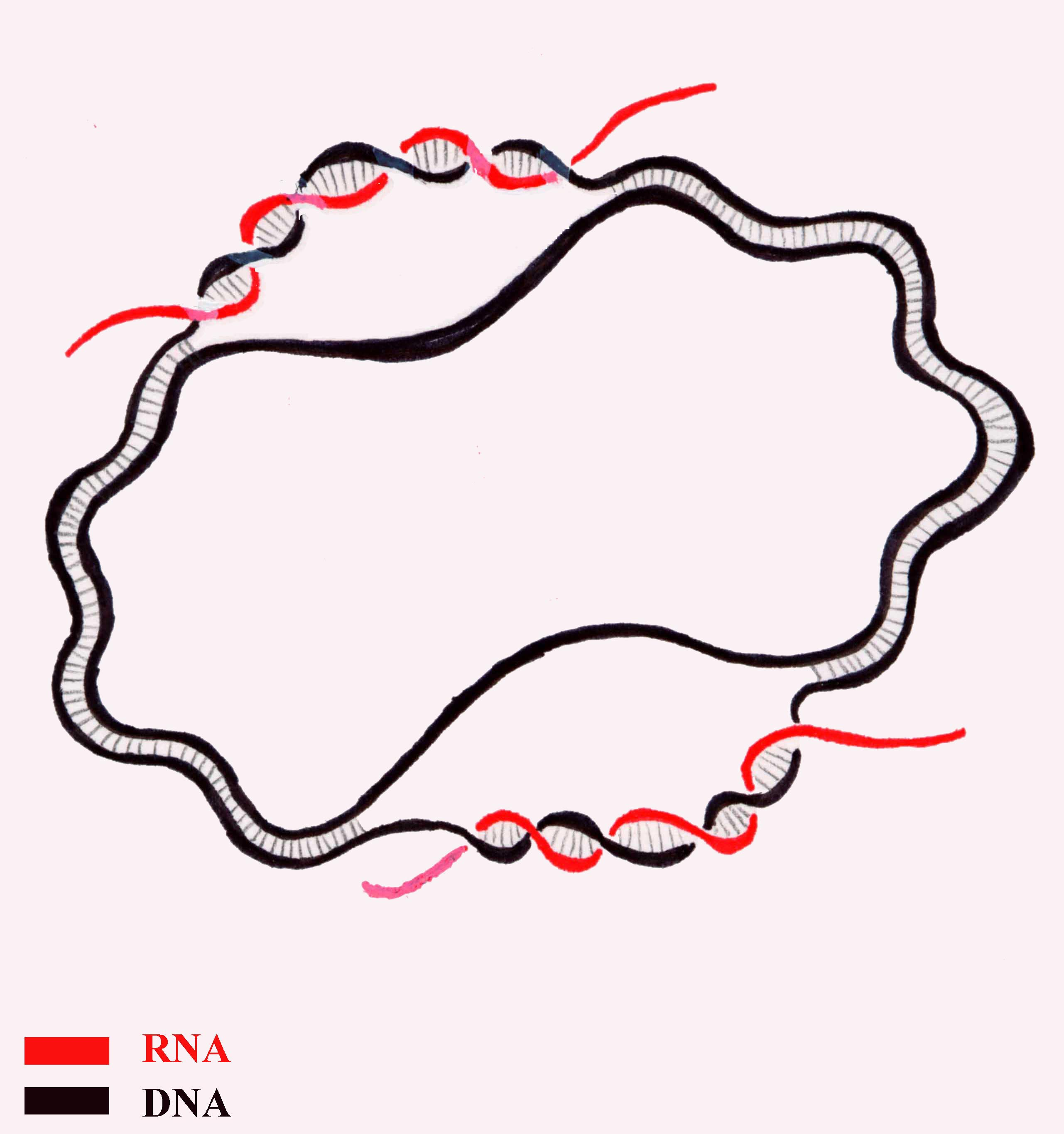
Sơ đồ một DNA-NST (nét vẽ màu đen) đang phiên mã tạo ra đồng thời hai RNA (nét vẽ màu đỏ).

Nhiễm sắc thể nhân sơ (prokaryotic chromosome) là phân tử DNA vòng ở vùng nhân của tế bào nhân sơ. Đây là nhiễm sắc thể của vi khuẩn và vi khuẩn cổ.

## Ngoại diện
Nội hàm nói trên của nhiễm sắc thể nhân sơ có một số tên gọi khác nữa.
- Vì đây là một phân tử DNA không có đặc điểm như nhiễm sắc thể của nhân thực, nhưng lại mang hầu hết các thông tin di truyền trong bộ gen của tế bào, nên còn gọi là DNA nhiễm sắc thể (viết tắt là DNA-NST) để phân biệt với các DNA khác cùng tế bào, cũng là DNA vòng nhưng nhỏ hơn gọi là plasmit.
- Cũng có tài liệu gọi khối thông tin di truyền này là thể nhân (nuclear body).[5][6]
- Ở trình độ phổ thông, nội hàm này lại gọi là DNA vùng nhân.[7]
- Vì cấu trúc này là DNA vòng, lại đóng vai trò giôdng như nhiễm sắc thể nhân thực, nên còn gọi là nhiễm sắc thể tròn (circular chromosome).
- Còn có tài liệu gọi nhiễm sắc thể này một cách rõ và đủ hơn - tuy ít dùng - là nhiễm sắc thể vòng ở nhân sơ (circular prokaryote chromosome).[8]

## Đặc điểm chính
Khác hẳn nhiễm sắc thể của sinh vật nhân thực, nhiễm sắc thể của sinh vật nhân sơ có những đặc điểm cơ bản sau.
- Mỗi tế bào nhân sơ chỉ có một nhiễm sắc thể, trong khi một tế bào nhân thực thường có nhiều nhiễm sắc thể. Do đó, tế bào nhân sơ là tế bào đơn bội (n), không có cặp alen trong bộ nhiễm sắc thể.[9]
- Nhiễm sắc thể nhân sơ là phân tử DNA không có kết hợp với histôn, nên ở trạng thái gọi là "DNA trần".[7]
- Mỗi nhiễm sắc thể là một phân tử DNA vòng, chiếm một vùng không gian trong tế bào gọi là vùng nhân, có kích thước lớn nhất so với các DNA vòng còn lại (là các plasmit).
- Nhiễm sắc thể nhân sơ chứa hầu hết các gen trong bộ gen của vi khuẩn, các gen này được di truyền cho đời sau nhờ cơ chế nhân đôi và phân li trong quá trình phân bào của vi khuẩn, nên ổn định về số lượng qua các thế hệ; còn các gen ở plasmit rất không ổn định trong quá trình di truyền.
- Do ở dạng vòng, không có hai đầu mút, nên nhiễm sắc thể nhân sơ không có têlôme, cũng không có trình tự khởi đầu nhân đôi như ở tế bào nhân thực. Bởi vậy, quá trình nhân đôi của nhiễm sắc thể này phải bắt đầu từ một điểm gọi là "Ori" (gốc từ "origin of replication").[3][4]

## Nhân đôi

Một DNA-NST thường nhân đôi theo hai chiều cùng lúc, khởi đầu từ điểm Ori, rồi hoàn thành tại điểm kết thúc (terminus). Sơ đồ phỏng theo mô hình máy tính của Daniel Yuen.

Sự nhân đôi của NST nhân sơ thực chất là sự nhân đôi của DNA vòng. Quá trình này đã được nghiên cứu chi tiết ở trực khuẩn lỵ (E. coli) và trực khuẩn suptitit (Bacillus subtilis). Những mô tả sau đây lấy từ các nghiên cứu tổng quát về nhân đôi DNA ở hai loài trực khuẩn này.
Quá trình nhân đôi của DNA nói chung, cũng như của DNA-NST nói riêng được chia thành ba giai đoạn chính: khởi đầu, kéo dài và kết thúc.

### Khởi đầu
Điểm Ori trên DNA này có trình tự nu. được nhận biết bởi một loại protein riêng biệt gọi là DnaA. Khi nó liên kết với Ori, thì các enzym và một số protein khác được kích hoạt, dẫn đến việc thành lập hai phức hợp gọi là replisome (thể nhân đôi) để tiến hành nhân đôi theo hai chiều.
Sau đó enzym gyraza tiến hành quá trình tháo xoắn, rồi hêlicaza cắt các liên kết hydro ở một đoạn của chuỗi xoắn kép DNA, tách dần thành hai chuỗi đơn (chuỗi khuôn), tạo thành chạc nhân đôi (replication fork) mà Sinh học phổ thông dịch là "chạc chữ Y", rồi enzym này tương tác với primaza. Đồng thời trạng thái mạch thẳng của chuỗi khuôn được duy trì bởi nhiều cơ chế, như ở E. coli thì có các phân tử prôtêin SSB (single strand binding protein) gắn vào.

### Kéo dài

Cơ chế tổng quát của quá trình nhân đôi DNA ở nhân sơ.

Quá trình kéo dài (elongation) là giai đoạn lâu nhất, trong đó các nuclêôtit tự do được lắp vào chuỗi khuôn theo nguyên tắc bổ sung (A=T, G≡X) nhờ vai trò chủ chốt của enzym DNA pôlymeraza. Enzym này trượt đến đâu thì lắp nuclêôtit mới đã được hoạt hóa đến đấy, đồng thời gắn các nuclêôtit vừa được lắp trên mạch khuôn với nhau bằng liên kết phôtphođieste, tạo nên mạch pôlynuclêôtit mới gắn với mạch khuôn bằng liên kết hydro.
Vì enzim DNA pôlymeraza chỉ có thể lắp nuclêôtit tự do vào đầu 3' của mỗi mạch khuôn, nên chuỗi mới tạo thành theo chiều 5'- 3'. Do đó, chuỗi tổng hợp từ mạch khuôn có đầu 3' được tạo thành liên tục hướng vào trong chạc chữ Y và xong trước. Còn trên mạch khuôn kia (đầu 5') thì chuỗi mới được tổng hợp muộn hơn, ngược với hướng phát triển của chạc chữ Y, thành nhiều đoạn ngắn gọi là đoạn Ôkazaki, rồi loại enzim khác là ligaza nối các đoạn Ôkazaki này với nhau thành chuỗi liên tục (xem hình).

### Kết thúc

Most bacterial chromosomes take the form of a closed, double stranded circle of DNA. The DNA replication process starts at a single site on the chromosome called the origin, and proceeds in two directions. This is called bidirectional replication as two replication forks move in opposite directions away from the origin. The two original strands separate from each other and serve as templates for the synthesis of new strands, resulting in semiconservative replication as each strand has a new complementary strand built onto it. Replication is terminated when the forks meet and the two chromosomes separate

Khi các phân tử DNA pôlymeraza trượt hết mạch khuôn, thì hai DNA mới (tức DNA "con") được sinh ra, cùng giống phân tử DNA ban đầu (DNA "mẹ"). Mỗi "con", chỉ có một chuỗi là hoàn toàn mới, còn chuỗi kia vốn là của "mẹ" ban đầu làm khuôn, nên người ta nói sự nhân đôi này theo nguyên tắc bán bảo tồn (giữ lại một nửa). Vùng đầu cuối chứa vị trí kết thúc sao chép DNA gọi là "Ter" (terminus, tức vị trí kết thúc). Một protein "terminator sao chép" đặc biệt được gắn vào vị trí Ter này để chấm dứt nhân đôi.